# Sidonie Šliková
Sidonie hraběnka Šliková, rozená Colonnová z Felsu (německy Sidonia Schlick, geb. Colonna von Fels/Völs, 1560-1625, Cheb) byla česká šlechtična z rodu Colonnů z Felsu, provdaná Šliková. Žila na přelomu 16. a 17. století na Chebsku.

## Život

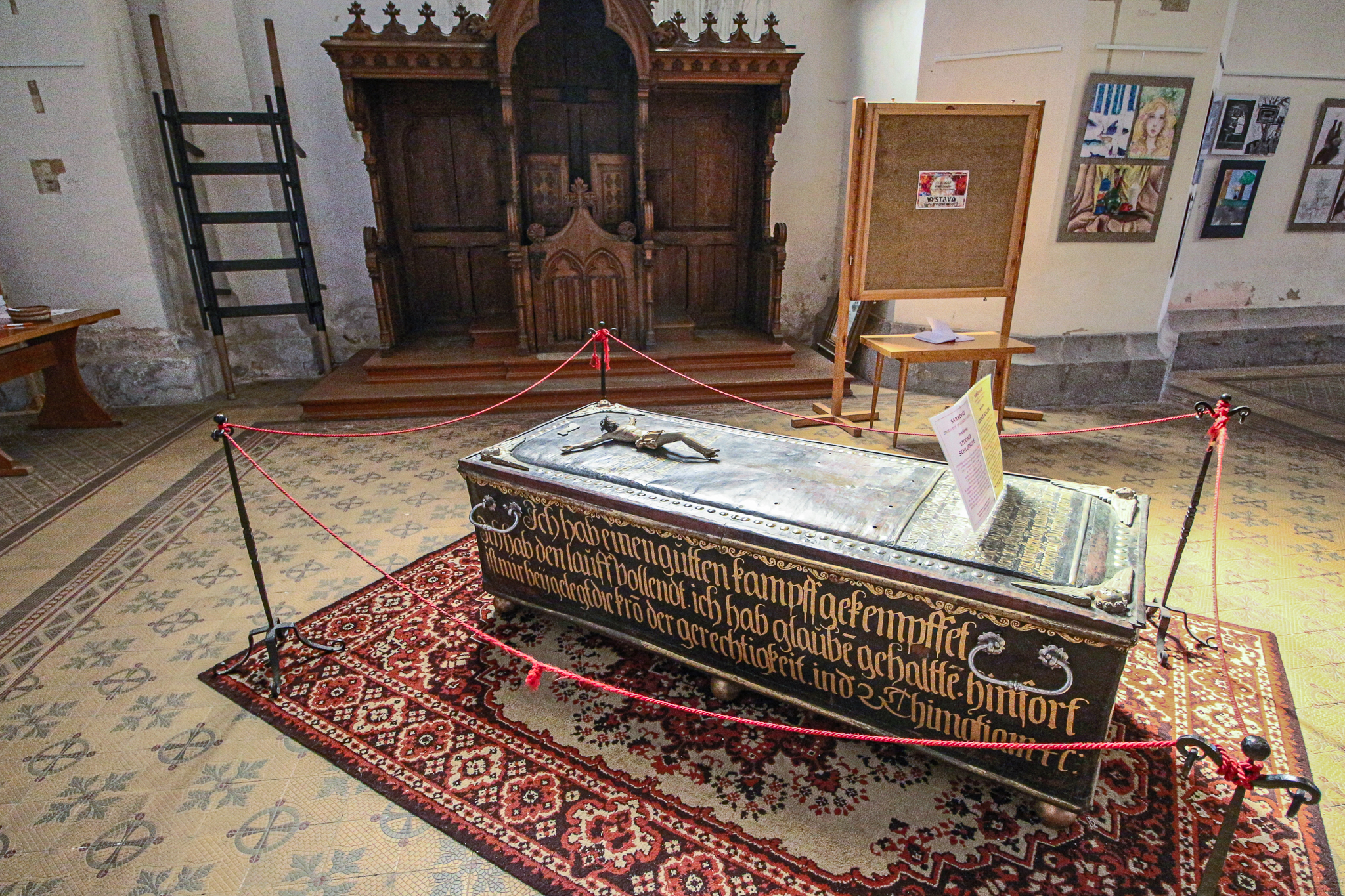
Rakev Sidonie Šlikové vystavená v chebském kostele

Narodila se jako dcera svobodného pána Jakuba Kašpara Colonny z Felsu († 1577) a jeho manželky Anny Karolíny Šlikové z Pasounu (kolem roku 1540 – před rokem 1594). Měla tři sourozence, z toho bratry Linharta a Bedřicha Kašpara.
Ostatky Sidonie Šlikové byly objeveny v roce 2015 v kryptě pod základy chebského kostela sv. Mikuláše a Alžběty. Dle ohledání ostatků vědci z lékařské fakulty Univerzity Karlovy, trpěla zakřivením páteře, což zřejmě velmi omezovalo její hybnost a nejspíš musela být nošena.
Hraběnka Sidonie Šliková zemřela roku 1625 ve věku čtyřiapadesáti let.
Ačkoli rod Šliků patřil k protestantské šlechtě, byla Sidonie pohřbena pod oltářem v katolickém kostela. Dle záznamů byly v roce 1894 její ostatky přeneseny do jedné z pohřebních komor u základů kostela.

### Manželství a rodina
V roce 1591 se provdala za hraběte Jiřího Arnošta Šlika. Manželé měl tři potomky, kteří byli pokračovateli rodové linie hrabat Šliků. Jedním z jejich vnuků byl polní maršál Leopold Šlik, nejvyšší kancléř Českého království.
- syn Jindřich IV. Šlik (1580, Cheb - 1650, Vídeň), velitel moravského pluku v bitvě na Bílé hoře